# Beaver Dam Wash
Le Beaver Dam Wash est un cours d'eau saisonnier situé près de la frontière entre l'Utah et le Nevada.

## Géographie
C'est une zone de transition entre les écosystèmes du plateau du Colorado et du désert de Mojave.
Le Beaver Dam Wash est une zone protégée de type National Conservation Area depuis 2009.